# Iurubanga arixi
Iurubanga arixi är en skalbaggsart som beskrevs av Martins och Maria Helena M. Galileo 1996. Iurubanga arixi ingår i släktet Iurubanga och familjen långhorningar. Inga underarter finns listade i Catalogue of Life.